# Nvidia Quadro
Les cartes Nvidia Quadro sont des cartes graphiques Nvidia destinées aux professionnels.

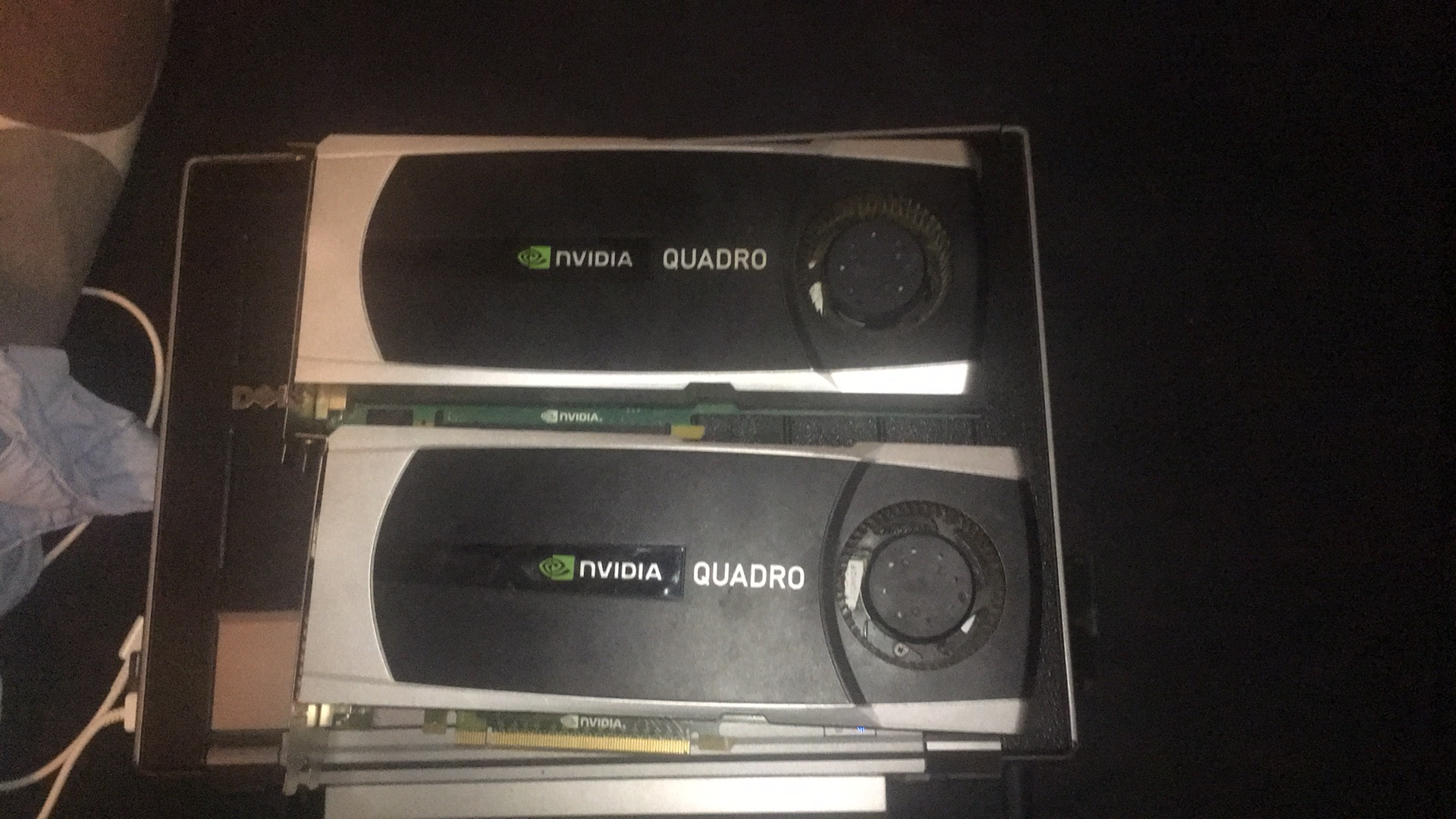
Dual Quadro 6000 6GB (each) GF100-850-A3

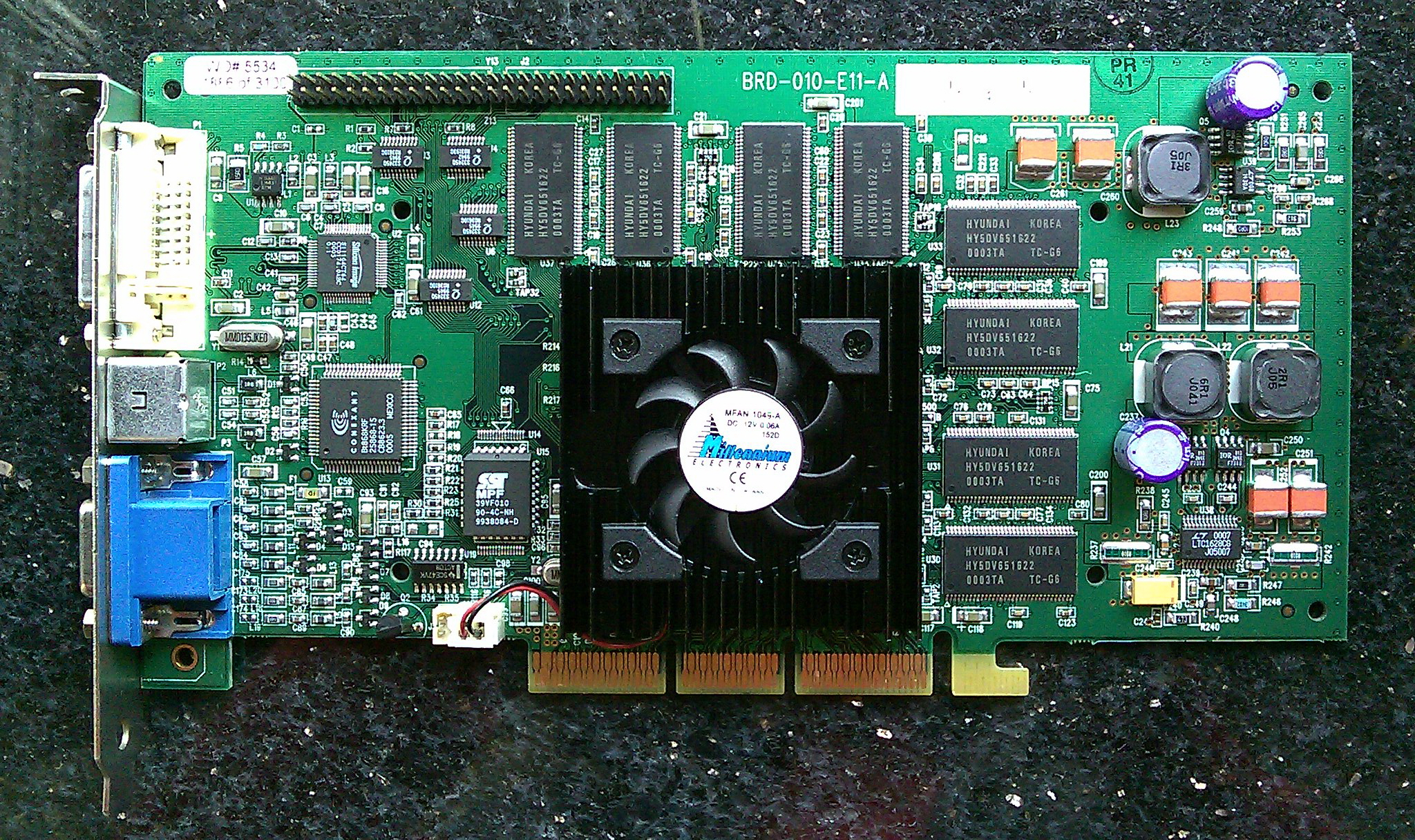
SGI VPro VR3 (Quadro)

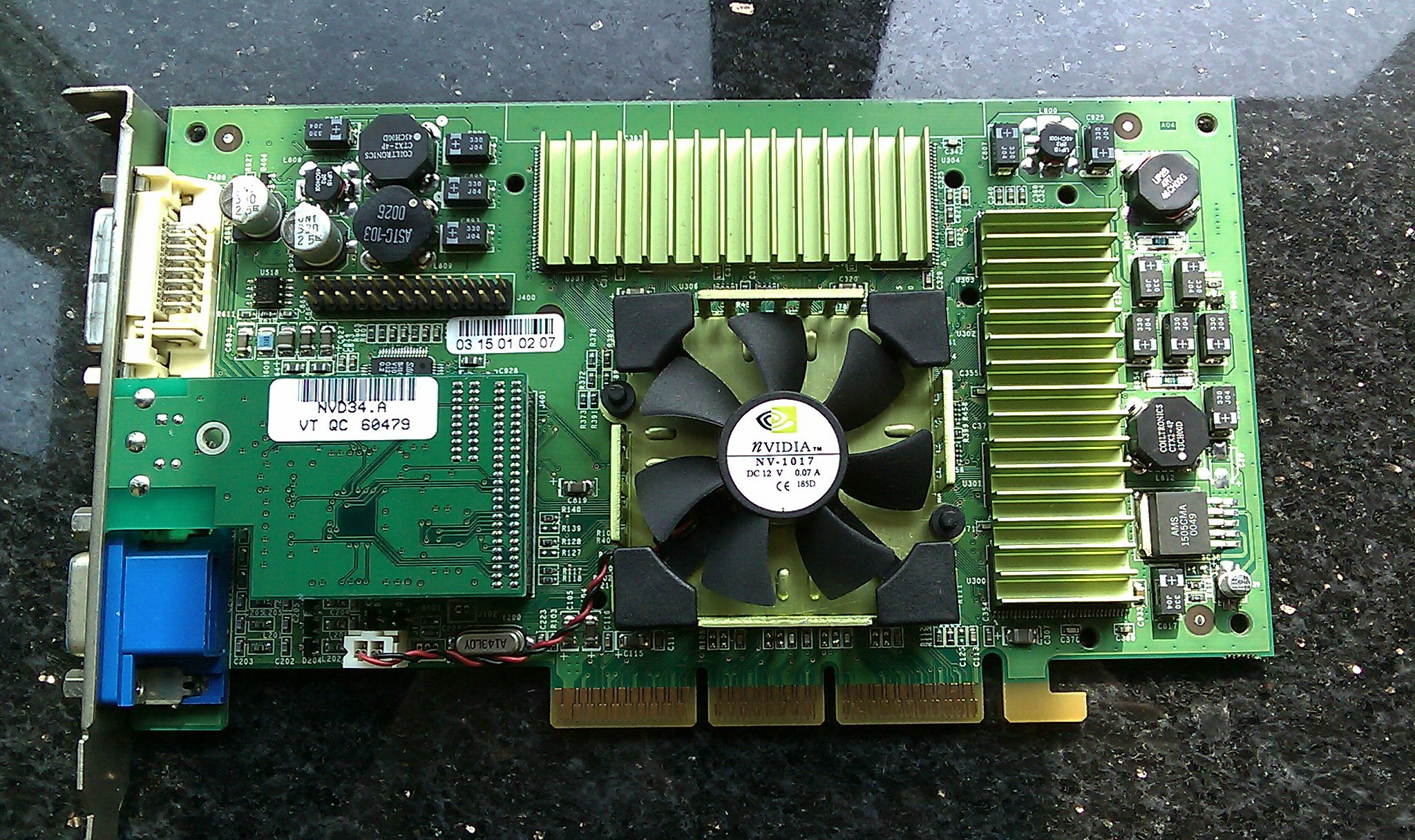
ELSA GLoria III (Quadro2 Pro)

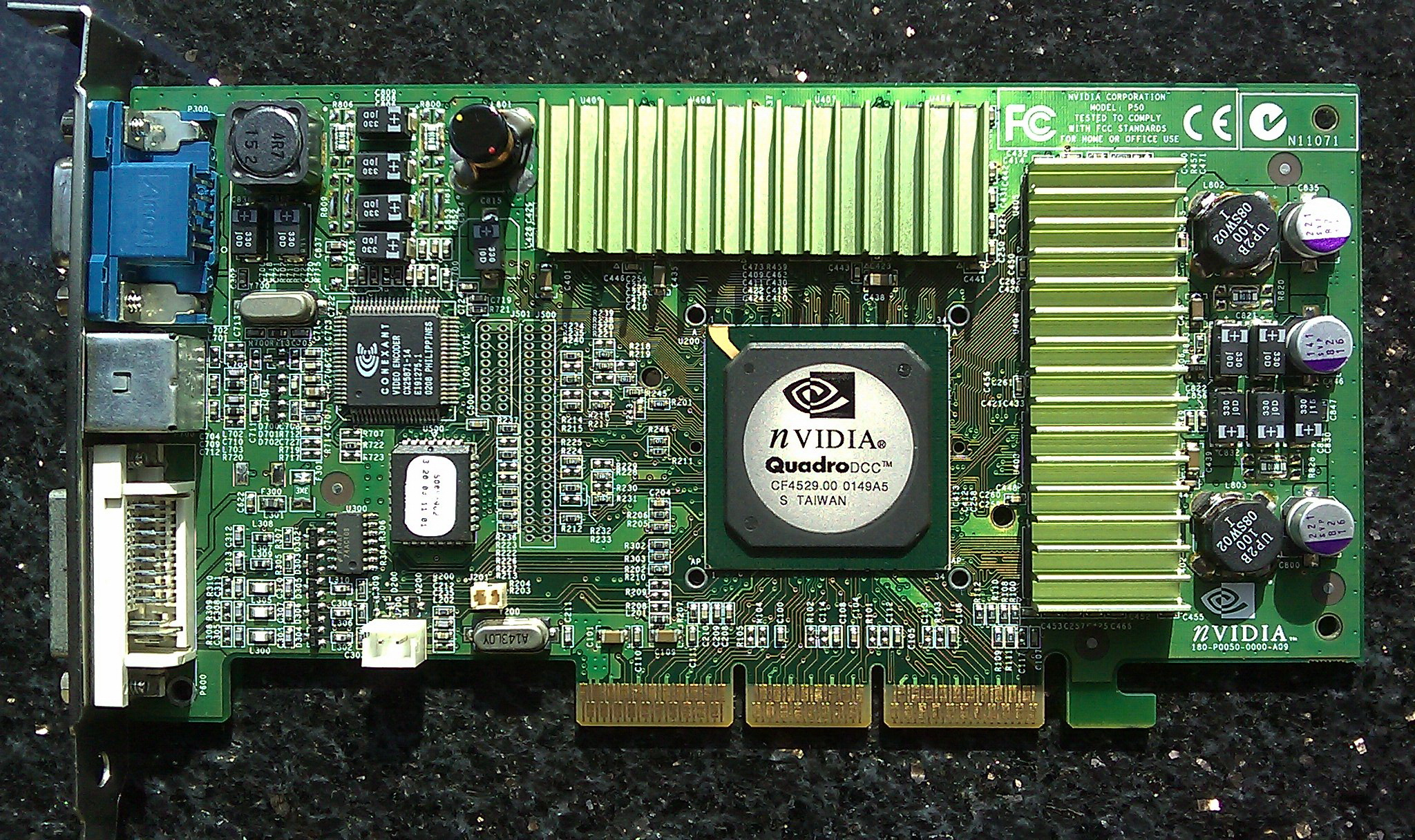
ELSA GLoria DCC (Quadro DCC)

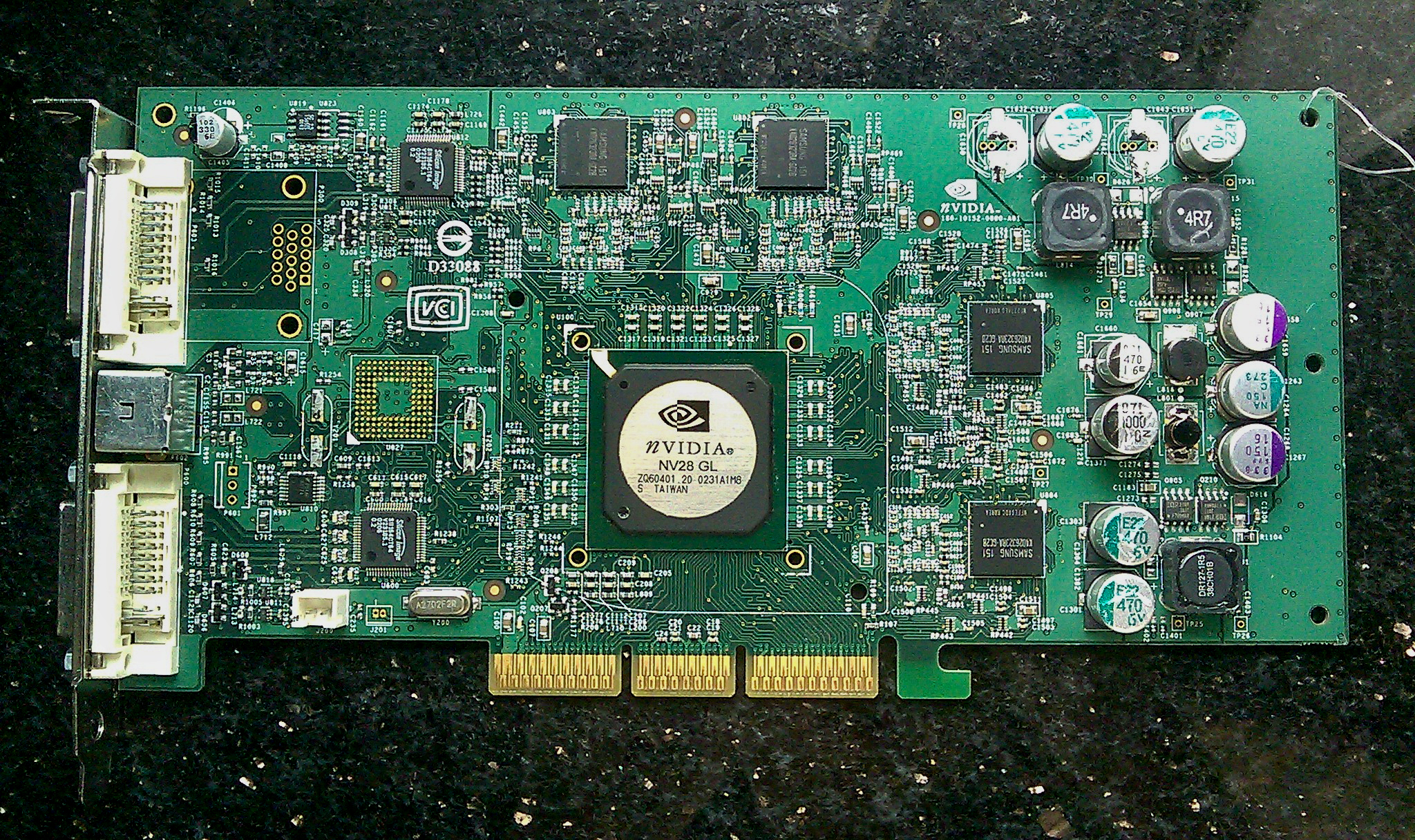
ELSA GLoria4 980 XGL (Quadro4 980 XGL)

## Gamme

### Modèles pour ordinateurs de bureau
avec puce de la famille NV30 (GeForce FX)
- Quadro FX 330 (NV37GL)

- Quadro FX 1300 (NV38GL)

avec puce de la famille NV40 (GeForce 6)
- Quadro NVS 440 (2x NV43). Les 2 processeurs sont cadencés à 250 MHz tandis que les 2x 128 Mo de mémoire GDDR sont cadencées à 500 MHz. équivalent au GeForce 6600 2x connecteurs DMS59
- Quadro FX 550 (NV43GL)
- Quadro FX 1400 (NV41). Equivalent au GeForce 6800 128 Mo DDR
- Quadro FX 3450 (NV42GL) Le processeur est cadencé à 425 MHz tandis que les 256 Mo de mémoire GDDR3 sont cadencées à 500 MHz. Equivalent au GeForce 6800GT.

avec puce de la famille G70 (GeForce 7)
- Quadro FX 560 (G73GL)
- Quadro FX 4500 X2[1] (2 x G70GL sur une seule carte)
- Quadro FX 1500,
- Quadro FX 3500,
- Quadro FX 5500 (G71GL)

avec puce de la famille G80 (GeForce 8)
- Quadro FX 370, (G84GL) Le processeur est cadencé à 360 MHz tandis que les 256 Mo de mémoire GDDR2 sont cadencées à 800 MHz sur un bus de 64 bits. Equivalent au GeForce 8600.
- Quadro FX 570, (G84GL) Le processeur est cadencé à 460 MHz tandis que les 256 Mo de mémoire GDDR2 sont cadencées à 800 MHz sur un bus de 128 bits. Equivalent au GeForce 8600.
- Quadro FX 1700[2] (G84GL) Le processeur est cadencé à 460 MHz tandis que les 512 Mo de mémoire GDDR2 sont cadencées à 800 MHz sur un bus de 128 bits. Equivalent au GeForce 8600GT.
- Quadro FX 4600 n’est qu’une GeForce 8800 GTX renommée. Elle conserve d’ailleurs toutes les caractéristiques techniques : 768 Mo de GDDR3, un bus de 384 bits, une bande passante de 67,2 Go/s et 134,4 watts en charge.
- Quadro FX 5600[3] (G80GL)

avec puce de la famille G90 (GeForce 9)
- Quadro FX 370 LP[4] (G98)
- Quadro FX 380, (G96) équivalente à une GeForce 9400. Le processeur est cadencé à 450 MHz tandis que les 256 Mo de mémoire GDDR3 sont cadencées à 700 MHz sur un bus de 128 bits et 16 cores CUDA. Elle dispose de 2 sorties DVI.
- Quadro FX 580[5],[6] (G96) équivalente à une GeForce 9500 GT aux fréquences revues à la baisse. Elle propose une sortie DVI Dual-Link ainsi que deux sorties DisplayPort et une mémoire de 512 Mo. Comme pour toutes les cartes Nvidia, seules 2 sorties vidéo peuvent être utilisées simultanément.
- Quadro FX 1800[5],[7] (G94) équivalente à une GeForce 9600 GT sous-cadencée et au bus mémoire amputé puisqu’il passe de 256 à 192 bits. Elle propose donc 768 Mo de mémoire. Au niveau de la connectique, nous retrouvons une sortie DVI Dual-Link et 2 DisplayPort.
- Quadro FX 3700[8] (G92)
- Quadro FX 4700 X2[9] (2 x G92 sur une seule carte)

avec puce de la famille GT200/GT210 (GeForce 200)
- Quadro FX 380 LP[10]
- Quadro 400[11],[12] (GT216GL)
- Quadro FX 3800[5],[13] (G200GL)
- Quadro FX 4800[5],[14], elle s'approche plutôt d’une GeForce GTX 260 première édition. Elle se contente cependant d’un seul connecteur d’alimentation 8 broches. La connectique reste sur une sortie DVI Dual-Link et 2 sorties DisplayPort, par contre les connecteurs dédiés à la synchronisation stéréo et framelock/genlock sont présents. Elle intègre 1536 Mo de mémoire.
- Quadro FX 5800[15],[16] (GT200GL) est équivalente à une GeForce GTX 285 à la mémoire sous-cadencée. Elle propose 4 Go de mémoire et une connectique de synchronisation complète. Par contre contrairement au reste de la gamme, c’est le DVI Dual-Link qui est ici privilégié puisque 2 de ces connecteurs sont présents, accompagnés d’un seul DisplayPort. Un connecteur d’alimentation 8 broches, en plus du 6 broches, est nécessaire à son bon fonctionnement.

avec puce de la famille Fermi
- Quadro 600[17],[18] (GF108GL)
- Quadro 2000[17],[19] (GF106GL)
- Quadro 4000[20],
- Quadro 5000[21], elle embarque 2560 Mo de mémoire vidéo, synchronisation stéréo et framelock/genlock, une sortie DVI Dual-Link et deux sorties DisplayPort. Elle se contente également d’un seul connecteur d’alimentation. Grossièrement, il s’agit d’une GeForce GTX 465 sous-cadencée mais dont le bus mémoire passe de 256 à 384 bits.
- Quadro 6000[22],[23] (GF100GL)
- Quadro 7000 (GF110)

avec puce de la famille Kepler
- Quadro K5000[24] (GK104)
- Quadro K5200
- Quadro K6000 12GB (GK110)

### Quadro Plex
- Quadro Plex 1000 – Modèle I
- Quadro Plex 1000 – Modèle II
- Quadro Plex 1000 – Modèle III
- Quadro Plex 1000 – Modèle IV
- Quadro Plex 7000[25]

### Modèles destinés aux portables
- Quadro FX 3600M
- Quadro FX 1600M
- Quadro FX 570M
- Quadro FX 360M
- Utilisant l'architecture Kepler:
  - Quadro K500M
  - Quadro K1000M
  - Quadro K2000M
  - Quadro K3000M
  - Quadro K4000M
  - Quadro K5000M[26]
  - Quadro K5100M 8GB

### Autres modèles
- Quadro G-Sync
- Quadro G-Sync II
- Quadro FX 5600 SDI
- Quadro FX 5500 SDI
- Quadro FX 4600 SDI